# James Shaw
James Callum Shaw (Nottingham, 13 de junho de 1996) é um ciclista britânico, membro da equipa EF Education-EasyPost.

## Trajetória
Nasceu em Nottingham mas cresceu na cidade de Heanor, (Derbyshire). Quando tinha seis anos, se uniu a seu primeiro clube ciclista, Heanor Clarion. Como um júnior correu para o Haribo-Beacon, onde Shaw ganhou as versões da Kuurne-Bruxelas-Kuurne e a Omloop Het Nieuwsblad para sua categoria. Graças a estes resultados assinou com a equipa sub-23 do Lotto-Soudal, seguindo os passos dos seus colegas britânicos, Adam Blythe e Daniel McLay. a 26 de junho, Shaw foi terceiro na categoria sub-23 do campeonato nacional do Reino Unido por trás de Tao Geoghegan Hart e Christopher Lawless. Em agosto de 2016 teve a oportunidade de ser stagiaire para o conjunto Lotto Soudal onde depois de disputar algumas clássicas de um dia, Shaw correu a Volta à Grã-Bretanha.

## Palmarés
- 2021
  - 3.º no Campeonato do Reino Unido Contrarrelógio

- 2022
  - 3.º no Campeonato do Reino Unido Contrarrelógio

## Resultados em Grandes Voltas e Campeonatos do Mundo
| Corrida            | Corrida            | 2017 | 2018 | 2019 | 2020 | 2021 | 2022 |
| ------------------ | ------------------ | ---- | ---- | ---- | ---- | ---- | ---- |
|                    | Giro d'Italia      | —    | —    | —    | —    | —    | —    |
|                    | Tour de France     | —    | —    | —    | —    | —    | —    |
|                    | Volta a Espanha    | —    | —    | —    | —    | —    |      |
| Mundial em Estrada | Mundial em Estrada | —    | —    | —    | 81.º | —    | —    |

—: não participa

Ab.: abandono

## Equipas
- Lotto Soudal (stagiaire) (08.2016-12.2016)
- Lotto Soudal (2017-2018)
  - SwiftCarbon Pro Cycling[3] (2019)
- Riwal[4] (2020)
  - Riwal Readynez Cycling Team (01.2020-08.2020)
  - Riwal Securitas Cycling Team (08.2020-12.2020)
- Ribble Weldtite Pro Cycling (2021)
- EF Education-EasyPost (2022-)